# Витимо-Олёкминский национальный округ
Витимо-Олёкминский национальный округ — один из национальных округов СССР, образованный постановлением Президиума ВЦИК от 10 декабря 1930 года в составе Восточно-Сибирского края. С 26 сентября 1937 года входил в Читинскую область. Упразднён 21 сентября 1938 года. Центром округа постановлением было определено село Усть-Муя (Бурятия), однако фактически им стало село (Усть-)Калакан (в устье р. Калакан).

## Географическое положение
Округ располагался в междуречье Витима и Олёкмы. Занимал северную часть нынешнего Забайкальского края и северо-запад Тындинского района Амурской области.

## История
Был организован в районе компактного проживания эвенков. В состав округа вошли:
- из Восточно-Сибирского края южная оконечность Бодайбинского района, так называемый Каларский угол, и Витимо-Каренгский туземный район;
- из Якутской АССР территория в районе рек Нюкжи и Олёкмы, так называемый Тупиковский туземный район.

Временным центром округа было назначено село Усть-Муя. Позже центр был перенесён в село Усть-Калакан.
26 сентября 1937 года на основании Постановления ЦИК СССР «О разделении Восточно-Сибирской области на Иркутскую и Читинскую области» Витимо-Олёкминский национальный округ был отнесён к Читинской области.
Постановлением оргкомитета Верховного Совета РСФСР от 21 сентября 1938 года Витимо-Олёкминский национальный округ Читинской области был упразднён, а его районы переданы в прямое подчинение Читинской области.

## Управление

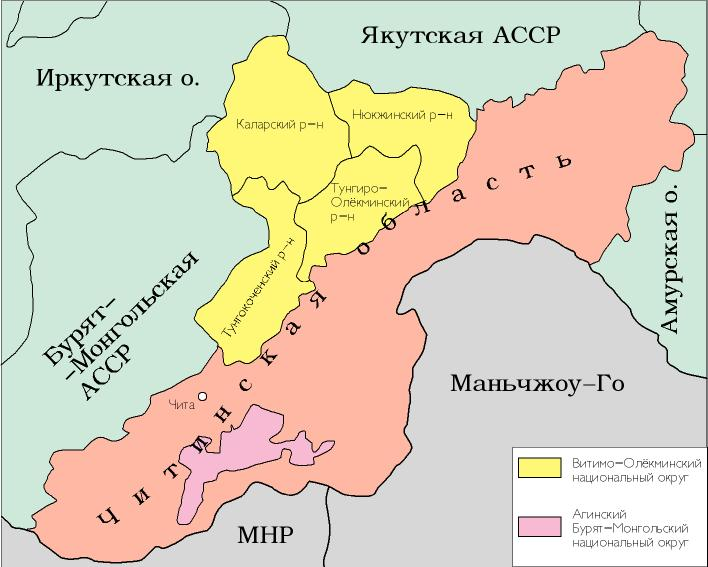
Витимо-Олёкминский национальный округ

В 1931 году было создано Оргбюро Восточно-Сибирского крайкома ВКП(б) по Витимо-Олёкминскому округу. В марте 1932 года состоялась I окружная партийная конференция. Окружком осуществлял руководство территориальными (Каларским, Тунгиро-Олекминским, Тунгокоченским, Нюкжинским и Витимо-Каренгским) и приисковыми (Блюхеровским и им. 11 октября) райкомами ВКП(б). В структуру окружкома входили организационный, культурно-пропагандистский и агитационно-массовый отделы.
В апреле 1932 года был создан окружной комитет ВЛКСМ. В состав комитета входили 5 отделов: организационный, культурно-просветительский, военно-физкультурный, политической учёбы, пионеров.

## Административное деление
По данным на 1 октября 1931 года округ делился на 4 района:
| Район              | Центр                                     | Число населённых пунктов       | Население на 1.01.1931 | Площадь, тыс. км² | Примечания |
| ------------------ | ----------------------------------------- | ------------------------------ | ---------------------- | ----------------- | --- |
| Витимо-Олёкминский | фактория Толочи на реке Каренге           | 3 сельских                     | 548                    | 28,0              | В других источниках назван Витимо-Каренгским |
| Каларский          | рабочий посёлок им. 11 октября (временно) | 1 рабочий посёлок и 5 сельских | 3275                   | 66,7              | |
| Мачинский          | Химолко                                   |                                |                        |                   | Вопреки постановлению, основная территория Мачинского района осталась в составе Бодайбинского района Восточно-Сибирского края (а Мачинский наслег (сельсовет) — в составе Якутии), но некоторое время район формально числился в Витимо-Олёкминском округе |
| Тупиковский        | село Тупик                                | 2 сельских                     | 1170                   | 115,1             | По данным Крайисполкома к 1.10.1931 был переименован в Тунгиро-Олёкминский. |

В 1932-33 годах в округе был произведён ряд административных преобразований. В частности, 15 ноября 1933 года к округу был присоединён Кыкерский совет Олинского района Восточно-Сибирского края. В итоге, к 1934 году АТД приняло следующий вид:
| Район               | Центр                      | Число местных Советов     | Население на 1.01.1933 | Площадь, тыс. км² | Примечания                                    |
| ------------------- | -------------------------- | ------------------------- | ---------------------- | ----------------- | --------------------------------------------- |
| Каларский           | село Чара                  | 3 сельских и 1 поселковый | 2400                   | 66,7              | Центр района перенесён в Чару в 1932 году     |
| Нюкжинский          | рабочий посёлок Блюхеровск | 2 сельских и 1 поселковый | 1800                   | 35,0              | Образован в 1933 году                         |
| Тунгокоченский      | село Тунгокочен            | 4 сельских и 1 поселковый | 2600                   | 38,0              | Бывший Витимо-Олёкминский (Витимо-Каренгский) |
| Тунгиро-Олёкминский | местность Нятно            | 4 сельских                | 2200                   | 80,1              | Бывший Тупиковский                            |

## Население
По данным на 1.01.1931 в округе проживало 9240 чел., в том числе 2000 (22 %) городского населения и 7240 (78 %) сельского и кочевого. В середине 1930-х годов в округе было 3 рабочих посёлка: им. 11 октября (статус присвоен в 1930 году), Калакан и Блюхеровск (оба получили статус в 1933 году).
К 1.01.1936 года население достигло 10,4 тыс. чел. В населении преобладали русские и эвенки. Также было около 250 якутов.

## Экономика и культура
Бо́льшая часть населения занималась золотодобычей, оленеводством, заготовкой пушнины. Округ был дотационным.
Окружным комитетом ВКП(б) и ВЛКСМ проводилась работа по переводу на оседлость эвенков-кочевников, коллективизации сельского хозяйства, внедрению в быт туземцев «культурного» (не кочевого) животноводства и полеводства, развитию охотничьего промысла, исследованию и разработке природных ресурсов (в основном золота). Устраивались соцсоревнования с Таймырским национальным округом.
Природные ресурсы округа были практически не изучены. Так, палеонтолог и писатель И. А. Ефремов писал: «В Восточной Сибири есть Витимо-Олёкминский национальный округ… Недоступность и безлюдье этих мест исключительное. До самого последнего времени путешественники здесь не бывали… мне пришлось первому пересечь это белое пятно на карте…».
Местная кустарная промышленность выпускала товаров на 115 тыс. рублей.
Развитие сельского хозяйства осложнялось слабым освоением агротехники, невысокой урожайностью (из-за сурового климата), малопродуктивностью скота. Основная масса (85 %) посевных площадей находилась в Тунгокоченском районе. В парниках выращивались огородные культуры. По данным на начало 1934 года в округе было 8 тыс. оленей, в том числе 1,5 тыс. в колхозах и 6,5 тыс. в личных хозяйствах. В 13 колхозах состояло 838 чел.
В 1933 году было заготовлено пушнины на 515 тыс. рублей, а в 1934 — на 563 тыс. Рыбы в 1934 году было заготовлено на 73 тыс. рублей, дичи — на 86 тыс., кедрового ореха — на 62 тыс., лекарственного сырья — на 20 тыс., прочих дикоросов — на 58 тыс., продуктов полеводства — на 140 тыс.
Грузы в округ доставлялись только зимой на лошадях от железнодорожных станций Чита, Нерчинск и Могоча. Среднее время доставки груза равнялось 70-80 дням.
На 1 января 1934 года в округе имелись 33 торговые точки.
По данным 1933-34 годов в округе грамотными были 53,8 % туземного населения. В тот же период имелось 13 начальных школ (в 1926 году была всего одна) с 880 учениками. 100 % детей соответствующих возрастов посещали начальную школу. Несколько сотен человек посещало курсы по ликвидации неграмотности.
В округе издавалась газета «Витимо-Олёкминская правда», где часть материалов публиковалась на эвенкийском языке.